# Wildlife Park (Computerspiel)
Wildlife Park ist ein 2003 erschienenes Aufbauspiel, das sich mit der Simulation eines Safariparks beschäftigt.

## Spielablauf
Der Spieler muss im Kampagnenmodus verschiedene Aufgaben erledigen, die den Anforderungen an reale Parks nachempfunden sind. So muss er artgerechte Gehege für seltene Tierarten errichten oder entlaufene Tiere einfangen, aber auch einen Park vor dem Bankrott retten. Im freien Baumodus kann der Spieler auf vorgefertigten Karten einen Safaripark nach eigenen Wünschen anlegen.

## Besonderheiten
Als erstes Spiel seiner Art legt Wildlife Park den Schwerpunkt auf die Simulation funktionierender Ökosysteme. Der Spieler muss die Tiere durch artgerechte Bepflanzung und ebensolches Futter zufriedenstellen, sonst können sie erkranken oder sterben. Zäune und Böden müssen auf die jeweilige Spezies abgestimmt sein, und die Programmierer versuchten, reale Beziehungen zwischen den Tieren nachzubilden. Die Zufriedenheit der Parkbesucher steht im Kampagnenmodus an zweiter Stelle nach dem Wohlergehen der Tiere. Für jede Tierart kann ein Fenster aufgerufen werden, in dem über die reale Verbreitung sowie das Futter- und Balzverhalten informiert wird. Ein separat aufrufbares Lexikon bietet weiterführende Information zu allen Tieren und Pflanzen.

## Kritik
Die Idee des Spiels stieß auf ein allgemeines positives Echo, jedoch gab es auch einige Kritikpunkte. Die angepeilte Simulation des Ökosystems sei nur teilweise gelungen. So fühlen sich z. B. Pinguine auf Grasland wohl und Giraffen können ohne große Probleme im Schnee angesiedelt werden. Während manche Statistiken bis ins Detail berechnet werden, fehlen andere nützliche Informationen vollständig.

## Add-on und Fortsetzung
Das einzige Add-on zu Wildlife Park trägt den Namen Wild Creatures. Es fügt dem Spiel prähistorische Tiere wie Mammuts und Dinosaurier sowie neue Missionen hinzu. Auf der technischen Seite wurde das Spiel um eine Zoomfunktion erweitert.

### Wildlife Park 2
2006 erschien die Fortsetzung Wildlife Park 2 mit verbesserter Grafik, überarbeiteten Beziehungen zwischen den Tieren und wesentlich höheren Hardwarevoraussetzungen. Sie wurde von der B-Alive GmbH entwickelt. Die Erweiterungen Wildlife Park 2, Wildlife Park 2 Crazy Zoo, Wildlife Park 2 Marine World, Wildlife Park 2 Abenteuer auf der Ranch, Wildlife Park 2 Farm World, Wildlife Park 2 Dino World, Wildlife Park 2 Meine Haustiere sowie Wildlife Park 2 Fantasy World fügten jeweils neue Spielinhalte hinzu.

### Wildlife Park 3
Am 25. März 2011 erschien Wildlife Park 3, der dritte und  letzte Teil der Trilogie. Mehr Tierarten, Missionen und vor allem eine Vielzahl an Add-ons erweitern das bereits bekannte Spielerlebnis. Mit insgesamt 4 Add-ons Wildlife Park 3 - Alaska, Wildlife Park 3 - Dino Invasion, Wildlife Park 3 - Creatures of the Caribbean und Wildlife Park 3 - Down Under lassen sich die meisten Tierarten hautnah erleben.

## Ähnliche Spiele
- Zoo Tycoon
- Planet Zoo